# Choli

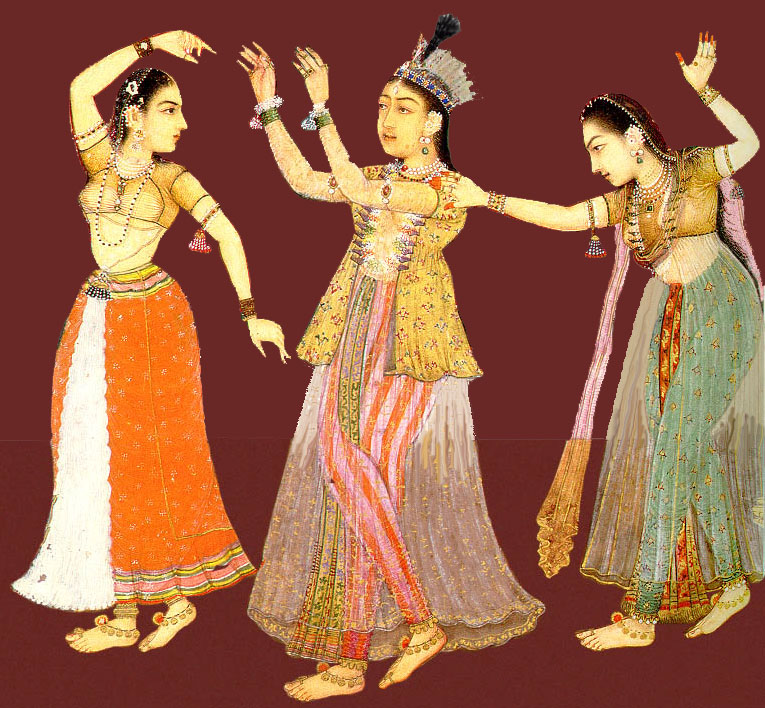
Tänzerinnen am Mogul-Hof mit Saris ohne Schulterüberwurf, aber mit Cholis (17. Jh.)

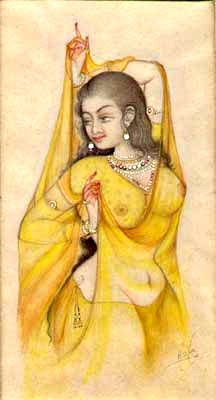
Tänzerin mit Sari und Choli (19. Jh.)

Die Choli (Hindi: चोली, colī) ist die traditionelle kurzärmelige und bauchfreie Bluse zum Sari, dem Wickelgewand der Frauen auf dem indischen Subkontinent. Die Choli ist eine sehr eng auf Körperform geschnittene Bluse. Sie lässt den Bauch frei. Heutzutage gibt es viele verschiedene Formen – mal länger, mal kürzer, mit rundem oder spitzem Ausschnitt. Ganz modern und nur bei festlichen Anlässen der Oberschicht getragen sind freizügige Trägertops bzw. BHs.

## Material
Die Choli besteht oft aus dem gleichen Stoff und der gleichen Farbe wie der unter dem Sari getragene Unterrock. Während Saris eher aus feingewebtem dünnem Stoff gearbeitet sind, sind die Stoffe für Choli und Unterrock eher leinenartig.
Geschlossen wird die Choli normalerweise mit Häkchen, selten mit Knöpfen. Auf der Rückseite befinden sich manchmal Schnüre zum Regulieren der Weite. Früher war man der Auffassung, dass Kleidungsstücke, die mit Nadel und Faden in Berührung gekommen waren, unrein seien.

## Geschichte
In klassischer Zeit blieb im indisch-asiatischen Raum der Oberkörper von Männern und Frauen – von wenigen Ausnahmen bei Hofe abgesehen –  meist unbedeckt. Wahrscheinlich waren es die Muslime und die Europäer (vornehmlich die Briten), die dies bei Frauen als unschicklich empfanden und so das Tragen von Cholis propagierten.

## Sonstiges
Frauen in ländlichen Gegenden tragen zwar Saris bei der Feldarbeit – häufig jedoch ohne Choli, in Gujarat und Rajasthan manchmal kombiniert mit einem Lehanga (oder Lehenga) genannten Rock. Ihre Cholis sind weniger enganliegend als in anderen Gegenden und stark mit Schmuck, Stickereien und Pailletten verziert.